# René Dereuddre
René Dereuddre (Bully-les-Mines, 22 giugno 1930 – Le Mans, 16 aprile 2008) è stato un calciatore e allenatore di calcio francese, di ruolo centrocampista.

## Carriera

### Club
Ha cominciato la sua carriera nelle serie minori francesi con l'ES Bully-les-Mines, squadra della sua città natale. Tra il 1950 e il 1953 ha giocato in prima serie col Roubaix-Tourcoing.
Sceso in seconda serie col Tolosa, vinse subito il campionato, ritrovando la massima serie e, nel 1957, vinse la Coppa di Francia.
In seguito ha giocato con Lens, Angers e Nantes, chiudendo la carriera nel Grenoble.

### Nazionale
Vanta sei presenze e una rete con la Francia tra il 1954 e il 1957.
Ha esordito il 30 maggio 1954 giocando l'amichevole contro il Belgio. Prese parte al Campionato mondiale di calcio 1954, giocando entrambi gli incontri disputati nel torneo dalla Francia.
Il suo unico gol in nazionale coincise con la sua ultima presenza, il 2 giugno 1957, nella goleada contro l'Islanda realizzata in un incontro valido per le Qualificazioni al campionato mondiale di calcio 1958.

### Allenatore
Tra il 1964 e il 1976 ha allenato l'US Mans.

## Statistiche

### Cronologia presenze e reti in nazionale
| Cronologia completa delle presenze e delle reti in nazionale ― Francia | Cronologia completa delle presenze e delle reti in nazionale ― Francia | Cronologia completa delle presenze e delle reti in nazionale ― Francia | Cronologia completa delle presenze e delle reti in nazionale ― Francia | Cronologia completa delle presenze e delle reti in nazionale ― Francia | Cronologia completa delle presenze e delle reti in nazionale ― Francia | Cronologia completa delle presenze e delle reti in nazionale ― Francia | Cronologia completa delle presenze e delle reti in nazionale ― Francia |
| Data                                                                   | Città                                                                  | In casa                                                                | Risultato                                                              | Ospiti                                                                 | Competizione                                                           | Reti                                                                   | Note                                                                   |
| ---------------------------------------------------------------------- | ---------------------------------------------------------------------- | ---------------------------------------------------------------------- | ---------------------------------------------------------------------- | ---------------------------------------------------------------------- | ---------------------------------------------------------------------- | ---------------------------------------------------------------------- | ---------------------------------------------------------------------- |
| 30-5-1954                                                              | Bruxelles                                                              | Belgio                                                                 | 3 – 3                                                                  | Francia                                                                | Amichevole                                                             | -                                                                      |                                                                        |
| 16-6-1954                                                              | Losanna                                                                | Jugoslavia                                                             | 1 – 0                                                                  | Francia                                                                | Mondiali 1954 - 1º turno                                               | -                                                                      |                                                                        |
| 19-6-1954                                                              | Ginevra                                                                | Francia                                                                | 3 – 2                                                                  | Messico                                                                | Mondiali 1954 - 1º turno                                               | -                                                                      |                                                                        |
| 16-10-1954                                                             | Hannover                                                               | Germania Ovest                                                         | 1 – 3                                                                  | Francia                                                                | Amichevole                                                             | -                                                                      |                                                                        |
| 11-11-1954                                                             | Colombes                                                               | Francia                                                                | 2 – 2                                                                  | Belgio                                                                 | Amichevole                                                             | -                                                                      |                                                                        |
| 2-6-1957                                                               | Nantes                                                                 | Francia                                                                | 8 – 0                                                                  | Islanda                                                                | Qual. Mondiali 1958                                                    | 1                                                                      |                                                                        |
| Totale                                                                 |                                                                        | Presenze                                                               | 6                                                                      |                                                                        | Reti                                                                   | 1                                                                      |                                                                        |

## Palmarès

### Club
- Coppa di Francia: 1

1956-1957
- Campionato francese di seconda divisione: 1

1952-1953